# Frederik III's Plads
Frederik III's Plads er en plads i Fredericia. Pladsen består af en rundkørsel med gaderne Vesterbrogade, Nørrebrogade, Egeskovvej samt stykket ned til Danmarks Port ind mod centrum.
Pladsen kaldtes tidligere for Rosenlund efter en restauration på stedet.
Ved pladsen er der en buste af byens grundlægger Frederik 3. Den er rejst i jubilæumsåret 1950 og var tidligere placeret ved rådhuset.